# Pays de Brest

Carte du Pays de Brest. Chaque couleur représente l'une des sept intercommunalités (cinq communautés de communes, une communauté d'agglomération et une métropole).

Le Pays de Brest est un pôle métropolitain au nord-ouest département du Finistère. Les deux plus grandes villes sont Brest et Landerneau.

## Description
Il se compose de 103 communes (dont 2 communes nouvelles), regroupées en sept intercommunalités (EPCI à fiscalité propre). La commune insulaire d'Île-Molène avait d'abord adhéré au Pays de Brest sans adhérer à une intercommunalité, mais a rejoint depuis la communauté de communes du Pays d'Iroise (la commune insulaire voisine d'Ouessant a gardé son autonomie et n'a pas adhéré au Pays de Brest ni à aucune intercommunalité, elle participe cependant à plusieurs projets et syndicats du Pays de Brest ou de ses voisins, dont celui protégeant la zone centrale de la réserve de biosphère des îles et de la mer d'Iroise, au sein du Parc naturel marin d'Iroise) :
- Brest Métropole : 211 920 habitants
- Communauté d'agglomération du pays de Landerneau-Daoulas : 50 614 hab. [1]
- Pays d'Iroise Communauté : 49 472 hab.
- Communauté de communes du pays des Abers : 41 800 hab.
- Communauté Lesneven Côte des Légendes : 27 571 hab.
- Communauté de communes de Pleyben-Châteaulin-Porzay : 22 768 hab.
- Communauté de communes Presqu'île de Crozon-Aulne maritime : 22 430 hab.

Le Pays de Brest est chargé de la mise en place du schéma de cohérence territoriale (SCoT) sur le territoire de ses communes et intercommunalités membres, dont notamment le plan local d'urbanisme intercommunal (PLUI) qui s'est substitué aux anciens plans communaux. Son SCoT voisine ceux du Syndicat mixte du Léon au nord-est, du Pays Centre Ouest Bretagne à l'est, du Pays de l'Odet au sud et du Syndicat intercommunautaire Ouest Cornouaille Aménagement au sud-ouest.

## Communes membres
103 communes, dont 2 communes nouvelles (com. nouv.)
1. Argol
2. Bohars
3. Bourg-Blanc
4. Brélès
5. Brest (siège)
6. Camaret-sur-Mer
7. Cast
8. Châteaulin
9. Le Cloître-Pleyben
10. Coat-Méal
11. Le Conquet
12. Crozon
13. Daoulas
14. Dinéault
15. Dirinon
16. Le Drennec
17. Le Faou
18. La Forest-Landerneau
19. Le Folgoët
20. Gouesnou
21. Gouézec
22. Goulven
23. Guilers
24. Guipavas
25. Guissény
26. Hanvec
27. Hôpital-Camfrout
28. Île-Molène
29. Irvillac
30. Kerlouan
31. Kernilis
32. Kernouës
33. Kersaint-Plabennec
34. Lampaul-Plouarzel
35. Lampaul-Ploudalmézeau
36. Lanarvily
37. Landéda
38. Landerneau
39. Landévennec
40. Landunvez
41. Lanildut
42. Lannédern
43. Lanneuffret
44. Lannilis
45. Lanrivoaré
46. Lanvéoc
47. Lennon
48. Lesneven
49. Loc-Brévalaire
50. Locmaria-Plouzané
51. Logonna-Daoulas
52. Loperhet
53. Lothey
54. La Martyre
55. Milizac-Guipronvel (com. nouv.)
56. Pencran
57. Plabennec
58. Pleyben
59. Ploéven
60. Plomodiern
61. Plonévez-Porzay
62. Plouarzel
63. Ploudalmézeau
64. Ploudaniel
65. Ploudiry
66. Plouédern
67. Plougastel-Daoulas
68. Plougonvelin
69. Plouguerneau
70. Plouguin
71. Plouider
72. Ploumoguer
73. Plounéour-Brignogan-plages (com. nouv.)
74. Plourin
75. Plouvien
76. Plouzané
77. Pont-de-Buis-lès-Quimerch
78. Porspoder
79. Port-Launay
80. Le Relecq-Kerhuon
81. La Roche-Maurice
82. Roscanvel
83. Rosnoën
84. Saint-Coulitz
85. Saint-Divy
86. Saint-Eloy
87. Saint-Frégant
88. Saint-Méen
89. Saint-Nic
90. Saint-Pabu
91. Saint-Renan
92. Saint-Ségal
93. Saint-Thonan
94. Saint-Urbain
95. Telgruc-sur-Mer
96. Trébabu
97. Tréflévénez
98. Trégarantec
99. Trégarvan
100. Tréglonou
101. Le Tréhou
102. Trémaouézan
103. Tréouergat

4 anciennes communes (maintenant des communes déléguées d'une commune nouvelle ci-dessus)
1. Brignogan-Plages
2. Guipronvel
3. Milizac
4. Plounéour-Trez